# Cinnamon
Cinnamon（シナモン）は、GNOME 3をベースとしたデスクトップ環境であり、2011年に初版がリリースされた。Cinnamonのプロジェクトは元々GNOME Shellをフォークすることで、単なるグラフィカルシェルとして開始されたが、Cinnamon 2.0で固有のデスクトップ環境となった。Cinnamonは元々Linux Mintのために開発されたが、時が経つにつれ他のLinuxディストリビューションへも広く普及している。
Cinnamonデスクトップ環境はGNOMEとは異なるGUIを実装することを目的としているため、GNOME Core Applicationsの多くはフォークされてGUIは適切に書き換えられた。

## 歴史
Linux Mint開発チームは最初、GNOME 3リリース後におけるLinux Mintディストリビューションの今後を心配していた。GNOME 3の新しいグラフィカルシェルのGNOME ShellはLinux Mint開発チームがLinux Mintに対して念頭に置いたデザインの目標にふさわしくなかったが、当初はそれ以外に選択肢がなかった。Linux Mint 11 "Katya" は、GNOME 2が付属したLinux Mintの最後のリリースとして2011年にリリースされたが、GNOME パネルが既に開発されていないためより良い解決策が必要であることは明らかだった。このため、Linux Mint開発チームはGNOME ShellをLinux Mintの目標にふさわしいように改善を手がけることにし、その結果として "Mint GNOME Shell Extensions" (MGSE) ができた。その間にMATEがGNOME 2からフォークされた。Linux Mint開発チームはLinux Mint 12 "Lisa" に、従来のGNOME 2デスクトップを使うかGNOME 3ベースのMGSEを使うかをユーザーが選べるようにするため、MGSEと並んでMATEを組み込むことに決定した。
しかしながら、MGSEは予想を下回った。GNOME ShellはLinux Mint開発チームが念頭に置いた方向性とは異なった方向に向かっているため、MGSEが長期で存続できないことが明らかであった。この問題に呼応して、Linux Mint開発者が開発プロセスをより良く制御できるようにし、かつLinux Mintの将来リリースでの使用のために彼ら自身のGNOMEインターフェイス未来像を実装するため、Linux Mint開発チームはCinnamonプロジェクトを作りGNOME Shellをフォークした。このプロジェクトはLinux Mintのブログで2012年1月2日に公式にアナウンスされた。
バージョン1.2より、CinnamonはウインドウマネージャとしてGNOME 3から導入されそのウインドウマネージャとなったMutterのフォークであるMuffinを使っている。
Cinnamon 1.6は2012年9月18日に導入された。Nautilusを新しいデフォルトファイルマネージャであるNemoに置き換えた。ただしまだNautilusはオプションとして使用できる。
Cinnamon 1.8は2013年5月5日にリリースされ、GNOME コントロールセンターはフォークされた。それは現在Cinnamon-Control-Centerと呼ばれGnome-Control-CenterとCinnamon-Settingsを結合した。Gnomeスクリーンセーバーもフォークされ現在はCinnamon-Screensaverと呼ばれる。現在、.themesフォルダの中にある凡例のテーマの代わりにコントロールセンターを通じてアプレット、拡張機能、デスクレット、テーマのインストールと拡張が可能である。Cinnamon-Screensaverは修正されたNemoインタフェースも扱え、リリースと共にもたらされたデスクレットはウィジットのようである。
Cinnamon 2.0は2013年10月10日にリリースされた。このバージョンからCinnamonはUnityやGNOME ShellのようにGNOMEデスクトップのトップにあるフロントエンドではなくなり、「完全なデスクトップ環境」になった。CinnamonはまだGNOME技術上でビルドされておりGTKを使うが、インストールにはGNOME自体を必要としなくなっている。このリリースの最大の変更は改善されたエッジタイリング、改善されたユーザー管理、フルスクリーンアプリケーション用の設定可能な個別のサウンド効果とパフォーマンス改善である。
Cinnamon 3.2は2016年11月7日にタグ付けされ、同年11月13日に最初のMint環境であるLMDE2にリリースされた。このリリースの最大の変更はメニューシステムの見栄えの変更、スクリーンセーバーの改訂、入力メソッド選択の変更、画面端にパネルを置けるようになったこと、背景遷移の改善、アプレット設定処理の変更、そして画面回転に基づく加速度計などの機能をもたらすlibinputライブラリを使うための変更である。

### リリース履歴
| リリース履歴 | リリース履歴 | リリース履歴                                                                                      | リリース履歴                                                           | リリース履歴 | リリース履歴 |
| バージョン   | リリース日   | 依存するGTK                                                                                       | 利用可能なOS                                                           | 詳細 |              |
| ------------ | ------------ | ------------------------------------------------------------------------------------------------- | ---------------------------------------------------------------------- | --- | ------------ |
| 1.4          | 2012-05-22   | 3.4 (2012-03-26)                                                                                  | Linux Mint 13                                                          | Cinnamonの最初のメジャーリリース |              |
| 1.6          | 2012-11-20   | 3.4 (2012-03-26)                                                                                  | Linux Mint 14                                                          | |              |
| 1.8          | 2013-05-13   | 3.4 (2012-03-26)                                                                                  | Linux Mint 15                                                          | |              |
| 2.0          | 2013-11-30   | 3.8 (2013-05-13)                                                                                  | Linux Mint 16, Fedora EPEL 7                                           | このバージョンからCinnamonは完全なデスクトップ環境になる。 |              |
| 2.2          | 2014-05-31   | ≥ 3.9.12                                                                                          | Linux Mint 17, Debian 8 "Jessie"                                       | |              |
| 2.4          | 2014-11-29   | ≥ 3.9.12                                                                                          | Linux Mint 17.1                                                        | |              |
| 2.6          | 2015-06-30   | ≥ 3.9.12                                                                                          | Linux Mint 17.2、Fedora 21および22                                     | |              |
| 2.8          | 2015-12-05   |                                                                                                   | Linux Mint 17.3, Fedora 23                                             | |              |
| 3.0          | 2016-04-26   |                                                                                                   | Linux Mint 18（Ubuntu 16.04 LTSベース）、Debian 9 "Stretch"、Fedora 24 | |              |
| 3.2          | 2016-11-07   | GTK ≥ 3.12 (2014-03-25), GIO ≥ 2.35.0, Clutter ≥ 1.10.0, GOBJECT_INTROSPECTION ≥ 0.9.2, GJS≥2.3.1 | Linux Mint 18.1, Fedora 25, Ubuntu 17.04                               | |              |
| 3.4          | 2017-05-07   |                                                                                                   | Linux Mint 18.2                                                        | デスクトップグリッド、ファイル検索におけるワイルドカードのサポート、マルチプロセス設定デーモン、パネルランチャーにおけるデスクトップアクション、Nemoにおいてデスクトップ操作とファイルマネージャのプロセス分離。 |              |
| 3.6          | 2017-10-24   |                                                                                                   | Linux Mint 18.3                                                        | |              |
| 3.8          | 2018-04-24   |                                                                                                   | Linux Mint 19                                                          | |              |
| 4.0          | 2018-10-04   |                                                                                                   | Linux Mint 19.1                                                        | ウィンドウリストやパネルレイアウトのカスタマイズ強化。 |              |
| 4.2          | 2019-06-29   |                                                                                                   | Linux Mint 19.2                                                        | |              |
| 4.4          | 2019-11-25   |                                                                                                   | Linux Mint 19.3                                                        | |              |
| 4.6          | 2020-05-13   |                                                                                                   | Linux Mint 20                                                          | |              |
| 4.8          | 2020-11-26   |                                                                                                   | Linux Mint 20.1                                                        | |              |
| 5.0          | 2021-06-01   |                                                                                                   | Linux Mint 20.2                                                        | |              |
| 5.2          | 2021-11-28   |                                                                                                   | Linux Mint 20.3                                                        | |              |
| 5.4          | 2022-06-11   |                                                                                                   | Linux Mint 21                                                          | |              |
| 5.6          | 2022-11-19   |                                                                                                   | Linux Mint 21.1                                                        | |              |
| 5.8          | 2023-06-08   |                                                                                                   | Linux Mint 21.2                                                        | |              |
| 6.0          | 2023-11-29   |                                                                                                   | Linux Mint 21.3                                                        | 実験的なWaylandサポートを開始。 |              |
| 6.2          | 2024-06-16   |                                                                                                   | Linux Mint 22                                                          | |              |
| 6.4          | 2024-11-28   |                                                                                                   | Linux Mint 22.1                                                        | |              |

## ソフトウェアコンポーネント

NemoファイルマネージャはGNOMEのファイルをベースとしている。

CinnamonはいくつかのGNOME Core Applicationsをフォークしている。

### X-Apps

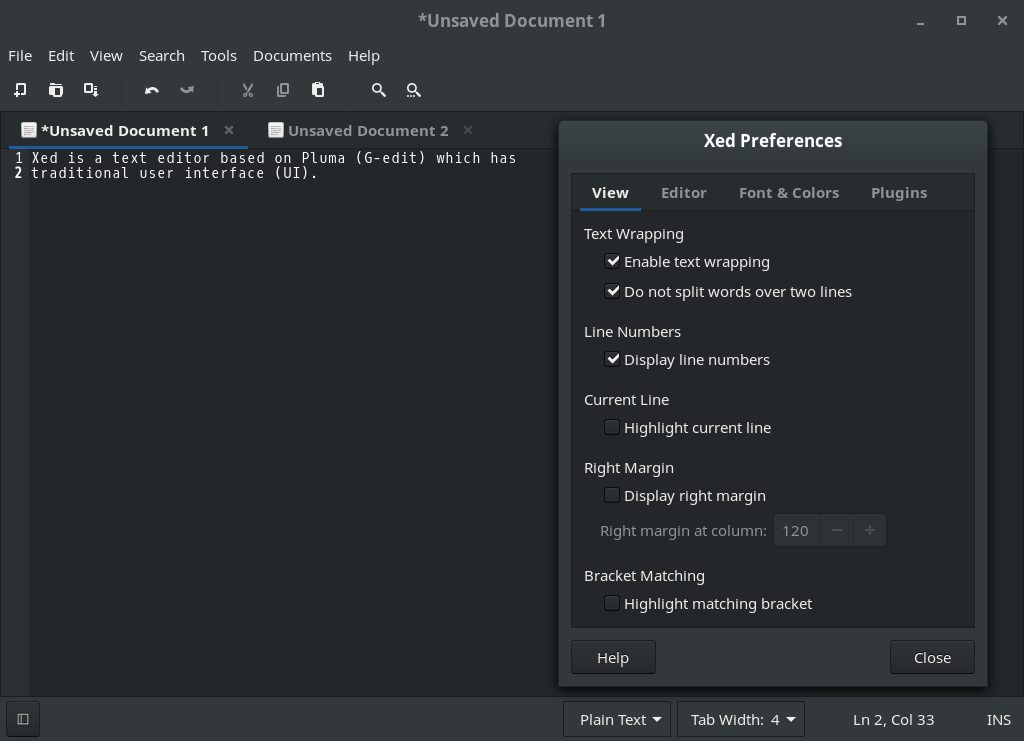
Xed v1.2.2

CinnamonにはX-Appsが導入されている。X-Apps はGNOME Core Applicationsをベースとしているが、CinnamonだけでなくMATEやXfceでも動作するよう変更されており、伝統的なユーザインタフェース (UI) が搭載されている。
- Xed - gedit/Plumaをベースとしたテキストエディタ。
- Xviewer - Eye of GNOMEをベースとした画像ビューア。
- Xreader - Evince/Atrilをベースとしたドキュメントビューア。
- Xplayer - ビデオ（旧名Totem）をベースとしたメディアプレーヤー。
- Pix - gThumbをベースとした画像オーガナイザー（英語版）

## 特徴
Cinnamonには以下の特徴がある。
- アニメーション、トランジション効果およびコンポジションを使用した透過などのデスクトップ効果
- メインメニュー、ランチャー、ウインドウリスト、システムトレイは画面の左右上下に調整可能
- 様々な拡張機能
- パネルにあるアプレット
- GNOME Shellと似た機能を持つ概観
- 容易にカスタマイズを行える設定エディタ。以下をカスタマイズできる:
  - パネル
  - カレンダー
  - テーマ
  - デスクトップ効果
  - アプレット
  - 拡張機能

GNOME Shell用のドキュメントの大半はCinnamonに適用されるが、2012年1月24日時点でCinnamon自体の公式ドキュメントはなかった。Linux MintのCinnamon版用のドキュメントに、Cinnamonデスクトップの章が存在する。

### ギャラリー

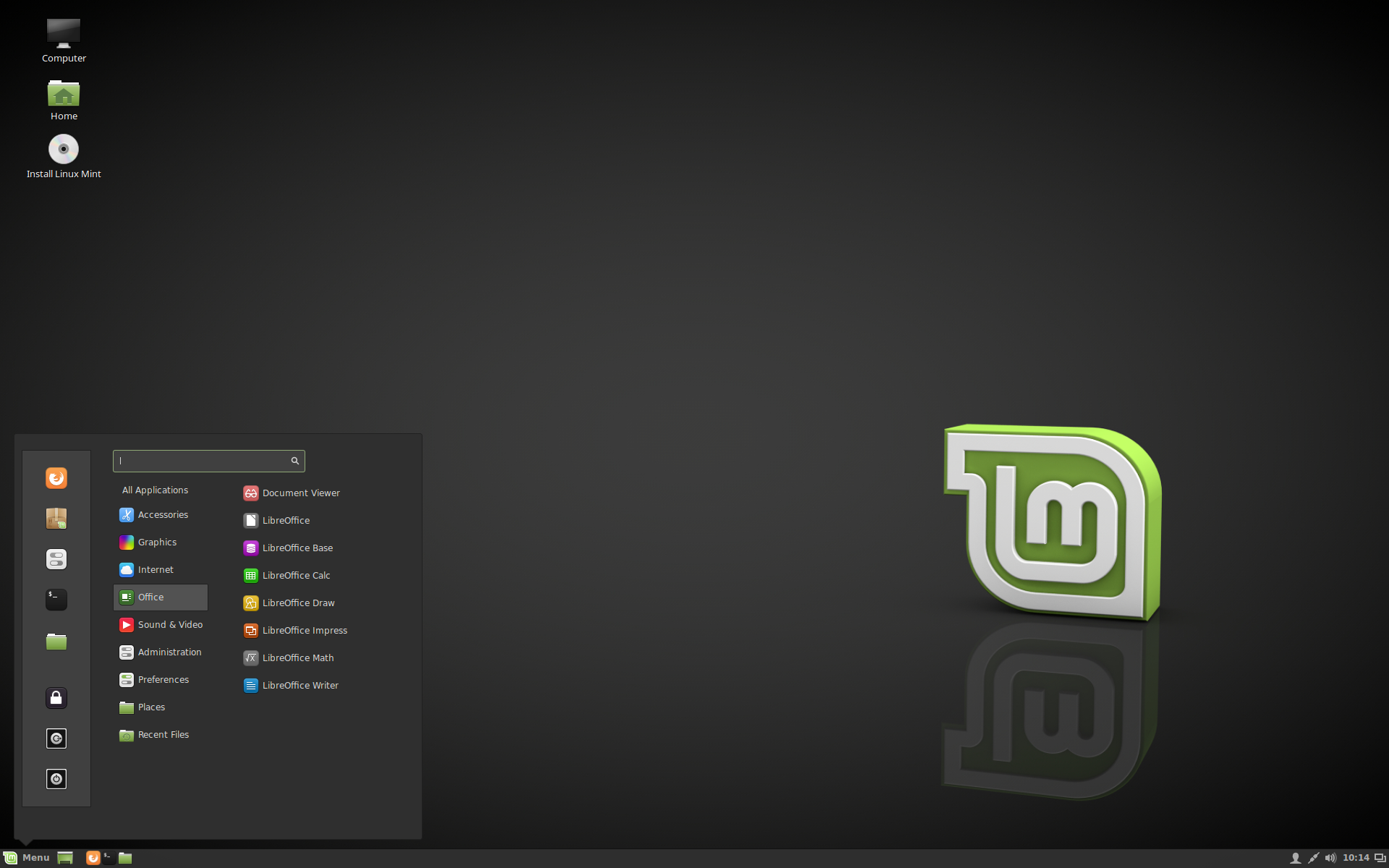
Linux Mint SarahにおけるCinnamon 3.0.7のメニュー
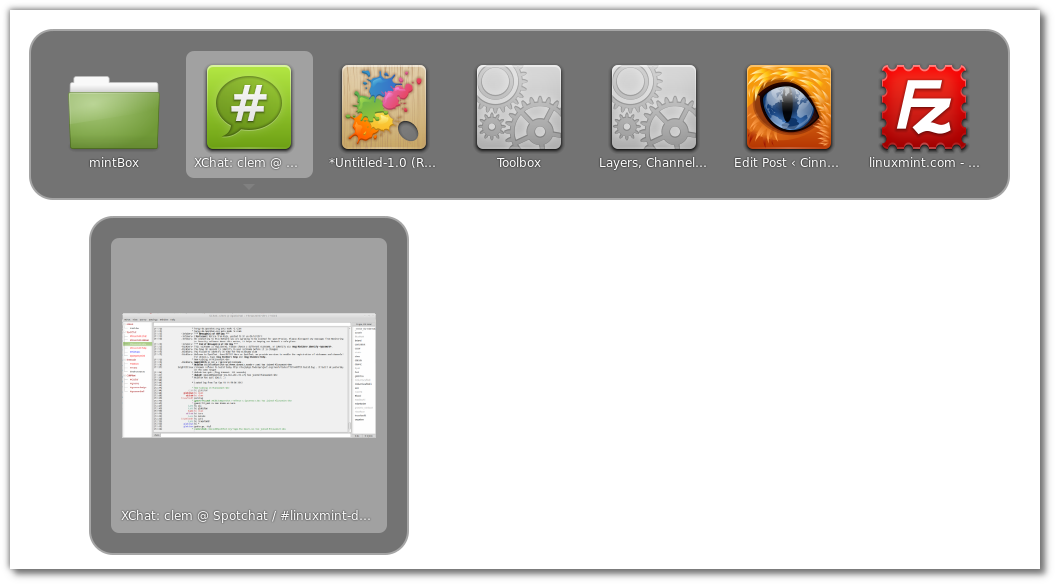
Alt-Tab（英語版）サムネイルとウインドウプレビューを示すCinnamon 1.6
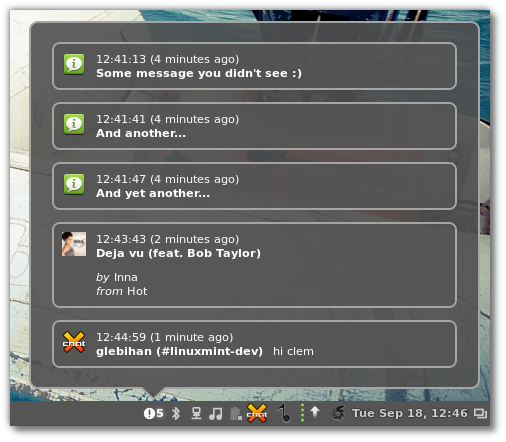
Notificationアプレットを示すCinnamon 1.6
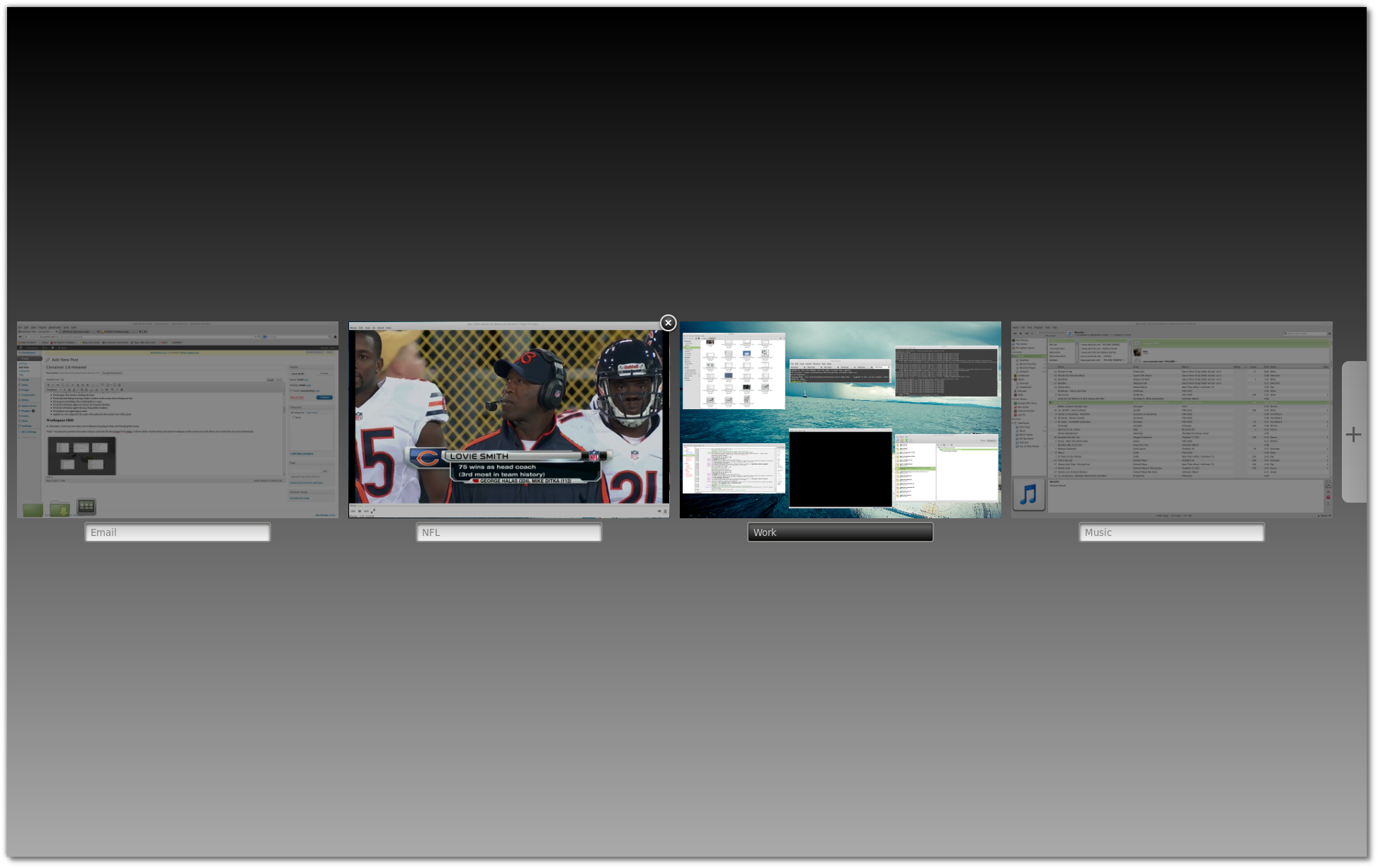
Workspace（英語版） OSD（英語版）を示すCinnamon 1.6
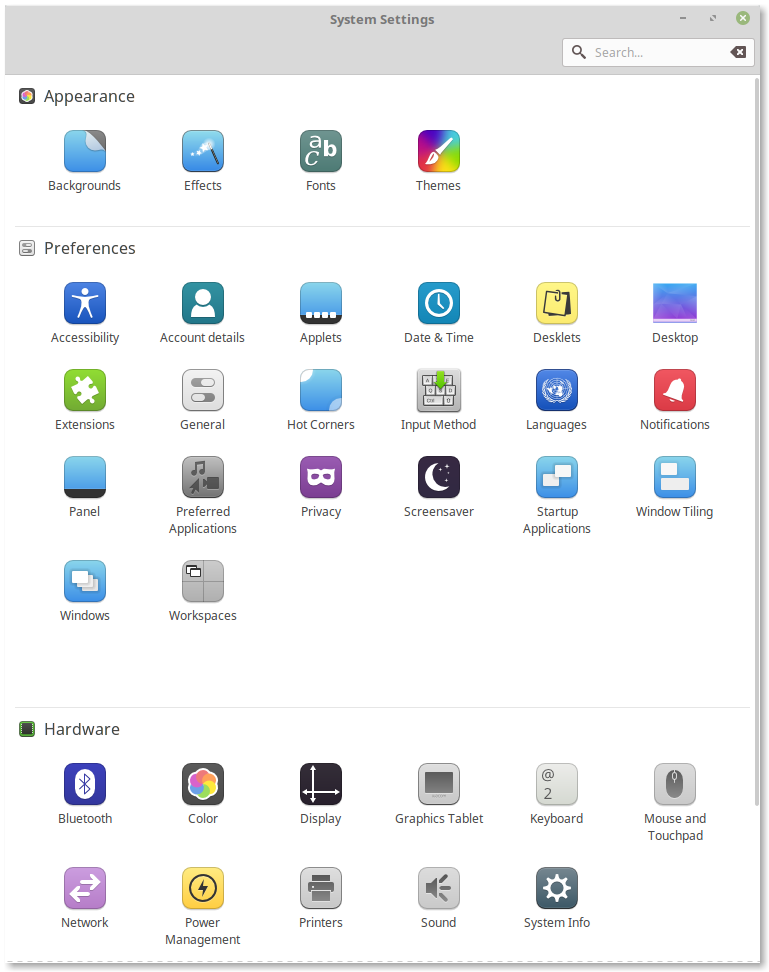
Cinnamon 3.2.7のCinnamon Control Center

### 概要モード
新しい概要モードがCinnamon 1.4に追加された。これらの2つのモードは"Expo"と"Scale"で、Cinnamon Settingsで設定可能である。

## 拡張性
Cinnamonはテーマ、アプレット、拡張機能で変更できる。テーマはCinnamonの見た目をカスタマイズでき、それはメニュー、パネル、カレンダー、実行ダイアログにとどまらない。アプレットはパネルのアイコンやテキストである。デフォルトでは5つのアプレットがあり、開発者は自身のアプレットを自由に作れる。シンプルなアプレットを作るためのチュートリアルが利用できる。拡張機能でDockを提供したりAlt-Tabウインドウスイッチャーの外見を変更したりするなどしてCinnamonの機能を変更できる。
開発者はCinnamonのWebページに自身のテーマ、アプレット、拡張機能をアップロードでき、さらにユーザーにそれらをダウンロードおよび評価をさせることができる。

## 採用例
CinnamonはLinux Mint 12のリポジトリで利用可能で、Linux Mintバージョン13以降の全てに4つのデスクトップ環境からの選択肢の1つとして含まれる。他の選択肢の1つにMATEがある。Linux Mint Debian Edition Update Pack 4 respinではオプションである。
Linux Mint以外では、CinnamonはPPA経由でUbuntu、（スピンとして）Antergos、Arch Linux、Debian、Fedora、Gentoo、openSUSE、Mageia、Manjaro、Sabayon 8およびFreeBSDで利用可能である。CinnamonはCubuntuおよびCr OS Linuxのデフォルトデスクトップ環境である。

## 反響
2012年1月時点ではまだ開発の初期段階であったが、Cinnamonの反響は概ね好意的であった。Cinnamonの支持者はそれがGNOME Shellよりも進んだ機能を提供しているにもかかわらずより柔軟性がありパワフルであると理解している。
Linux Mint 17のレビューにおいて、Ars TechnicaはCinnamon 2.2を「全てのプラットフォームで利用できるデスクトップの中で最もユーザーフレンドリーでオールラウンドである」と述べた。
Linux Mint 18のレビューにおいて、ZDNetは「Linux Mint Cinnamonデスクトップをあなたの夢のデスクトップに変更することができる」と述べた。